# I Don't Care (2NE1의 노래)
〈I Don't Care〉는 대한민국의 걸 그룹 2NE1의 데뷔 싱글이다. 2009년 7월 1일 KMP홀딩스를 통해 발매되었다. 이 노래는 2NE1의 첫 번째 미니 앨범 《2NE1 1st Mini Album》 2번 트랙에 수록되었다. 이 노래는 대한민국에서 성공하여 2009년 가장 많이 다운로드된 노래 중 하나가 되었다. 신인 그룹으로서는 이례적으로 많은 상을 휩쓸었다.

## 배경
2NE1은 2009년 5월 힙합 콘셉트의 곡 〈Fire〉로 데뷔했다. 국내 여러 차트에서 좋은 성적을 냈다. 이들의 차기 싱글 〈I Don't Care〉는 〈Fire〉에 비해 더 귀여운 콘셉트로 무장해 2NE1의 보다 여성스러운 면모를 보여주고자 했다. 두 디지털 싱글 모두 2NE1의 데뷔 미니앨범 《2NE1 1st Mini Album》에 수록되었다.
소니 ATV 한국지사가 “I Don't Care”가 라이오넬 리치의 Just Go를 표절한 것이 의심된다면서 YG엔터테인먼트에 저작물 무단 이용 통지서를 발송하였다.

## 공연
안무 중, 'Cause I don't Care e e e e e'를 부를 때 양현석이 검지손가락을 흔드는 춤을 만들어서 화제가 되어서 "사장님 춤"이라는 별명을 얻었고, 이 춤은 "11번가" CF에서도 쓰였다. 그리고 이것은 KBS 뮤직뱅크와 SBS 인기가요에서 1위를 연속 수상했다. 2NE1은 2009년 멜론 뮤직어워드 2009년 엠넷 아시안 뮤직 어워드에서 이 곡을 선보였다. 엠넷 아시안 뮤직 어워드에서 신인 그룹 최초로 대상을 수상했다, 올해의 노래상을 수상한 곳이다.

## 상업적 성과
〈I Don't Care〉는 발매 직후 많은 일간 차트에서 1위를 차지하며 한국에서 큰 인기를 끌었다. 7월 둘째 주 가장 많이 다운로드된 트랙 1위에 올랐고, 이달의 가장 많이 팔린 디지털 싱글에도 이름을 올렸다. 2009년 말 이후 싸이월드는 이 노래를 올해 가장 인기 있는 노래로 선정했다. 벅스는 또한 이 곡을 2009년 가장 많이 팔린 디지털 싱글로 선정했다.

## 뮤직비디오
뮤직비디오는 2009년 7월 9일 멜론을 통해 공개되었으며 차은택 감독이 연출을 맡았다. 영상이 공개되기 2주 전인 6월 22일과 23일에 촬영됐다. 뮤직비디오에서는 점쟁이가 시간을 멈추고 2NE1 멤버들이 바람을 피우는 남자친구를 방해하는 장면이 나온다. 뮤직비디오에는 배우 이종석이 출연하였다.

## 트랙 리스트
| #            | 제목             | 작사         | 작곡         | 편곡         | 재생 시간 |
| ------------ | ---------------- | ------------ | ------------ | ------------ | --------- |
| 1.           | 〈I Don't Care〉 | 테디, 쿠시   | 테디, 쿠시   | 테디, 쿠시   | 3:44      |
| 총 재생 시간 | 총 재생 시간     | 총 재생 시간 | 총 재생 시간 | 총 재생 시간 | 3:59      |